# Vino de Abruzos

La región de Abruzos en Italia.

Abruzos (Abruzzi) es una región de Vino Italiano ubicada en la zona montañosa central de Italia, en la región de Abruzos por el Mar Adriático. Limita con Molise al sur, Marche al norte y Lazio al oeste. 65% del terreno de Abruzos es montañoso, esto ayudó a aislar la región de la influencia de los productores de vino de la Roma antigua, pero la región tiene una larga historia de producción de vino.
Actualmente 42 millones de cajas de vino son producidas anualmente en Abruzos, convirtiéndola en la quinta región más productora de vino en Italia, pero solo 21.5% del cual es fabricado bajo la designación Denominazione di origine controllata (DOC).